# Artés (automòbil)
Artés fou la marca comercial dels automòbils que fabricà a Catalunya durant les dècades de 1960 i 1970 l'empresa José Artés de Arcos, SA. Fundada per l'andalús establert a Arenys de Munt José Artés de Arcos, l'empresa era pionera a l'estat espanyol en el camp dels subministraments per a la indústria de l'automoció.
Artés de Arcos llançà tres models d'automòbil, dos dels quals varen ser fabricats en petites sèries (el Guepardo de competició de 1966 i l'amfibi Gato Montés de 1971) mentre l'altre, l'esportiu Campeador presentat el 1967, no passà de la fase de prototipus.

## Guepardo
El Guepardo era un monoplaça de Fórmula 4, una classe de competició força popular aleshores a l'estat. El seu disseny i construcció fou obra de Miquel Molons i Jaume Xifré, propietari i enginyer respectivament de la firma barcelonina Selex (fabricant de components per a automòbils), als quals José Artés de Arcos els havia encarregat la realització del projecte.
Aquest model es presentà al Saló de l'Automòbil de Barcelona de 1966 amb dues motoritzacions, l'una amb motors de motocicleta de 250 cc (especialment Bultaco, OSSA i Montesa) i l'altra amb un motor de 850 cc procedent del Seat 850. A l'octubre s'exposà també al Saló de París i se'n prepararen més prototipus per al "Racing Show" de Brussel·les. A més, se'n derivà una versió per a Fórmula 3, però aquesta no va tenir gaire èxit.

## Campeador

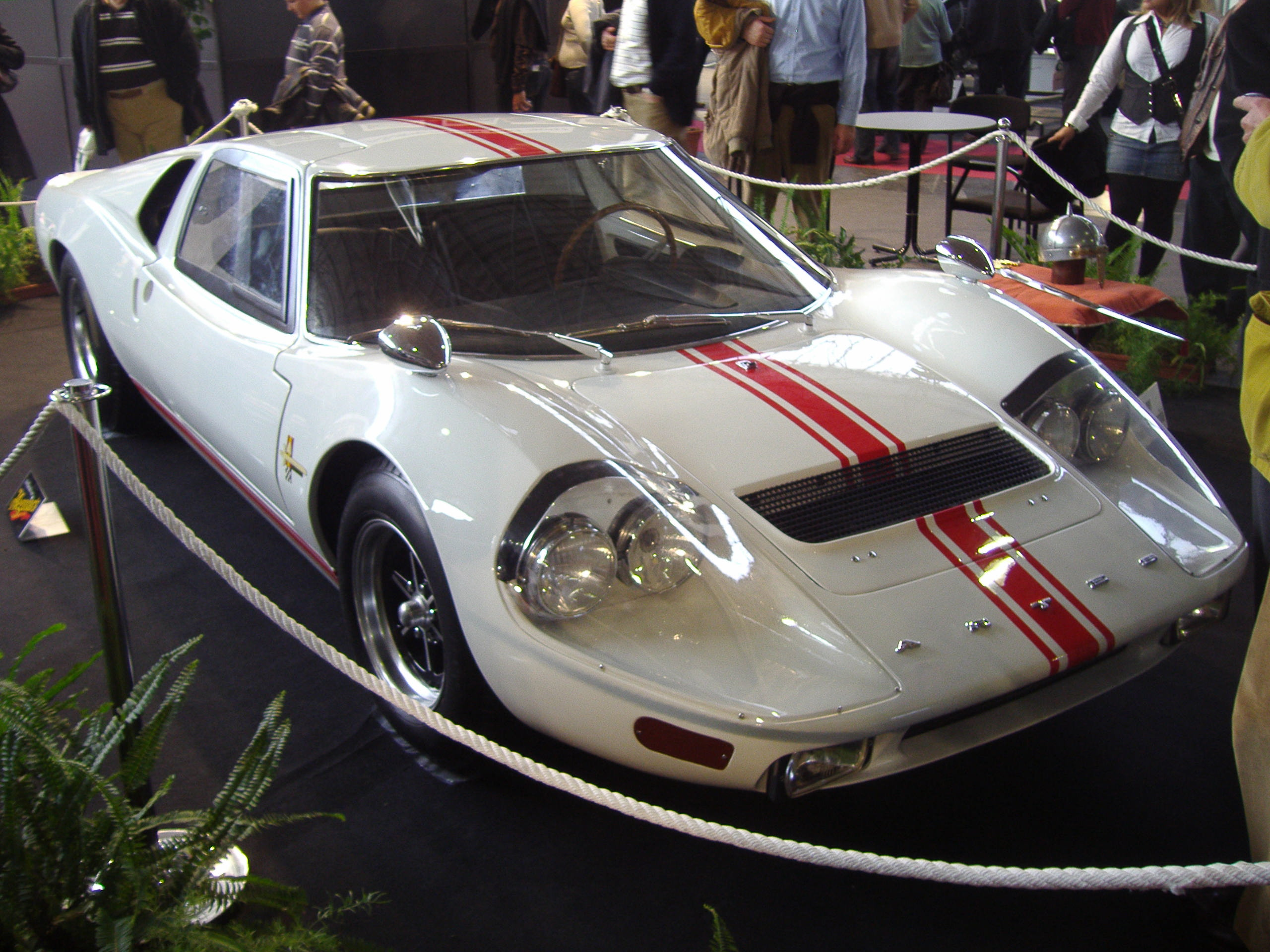
L'Artés Campeador de 1967

El Campeador fou un prototipus d'automòbil esportiu, semblant al Ford GT40 però una mica més petit, que es presentà al Saló de l'Automòbil de Barcelona de 1967. Igual que el Guepardo, fou dissenyat i creat per Selex (Molons i Xifré) a petició de José Artés de Arcos. El projecte costà 24 milions de pts, però fou abandonat per culpa d'un incendi als tallers Zipo de Barcelona, on s'havia de construir. Només en va quedar el prototipus, conservat actualment a la Col·lecció Ramon Magriñà de Masllorenç, Baix Penedès.
El Campeador tenia carrosseria de fibra de vidre i un motor posterior de quatre cilindres i 1.255 cc que lliurava 103 CV, adaptat d'un de Renault 8 Gordini. Per a la producció en sèrie s'havia pensat muntar-ne de SEAT 1500, amb 140 CV.

## Gato Montés

### Gestació

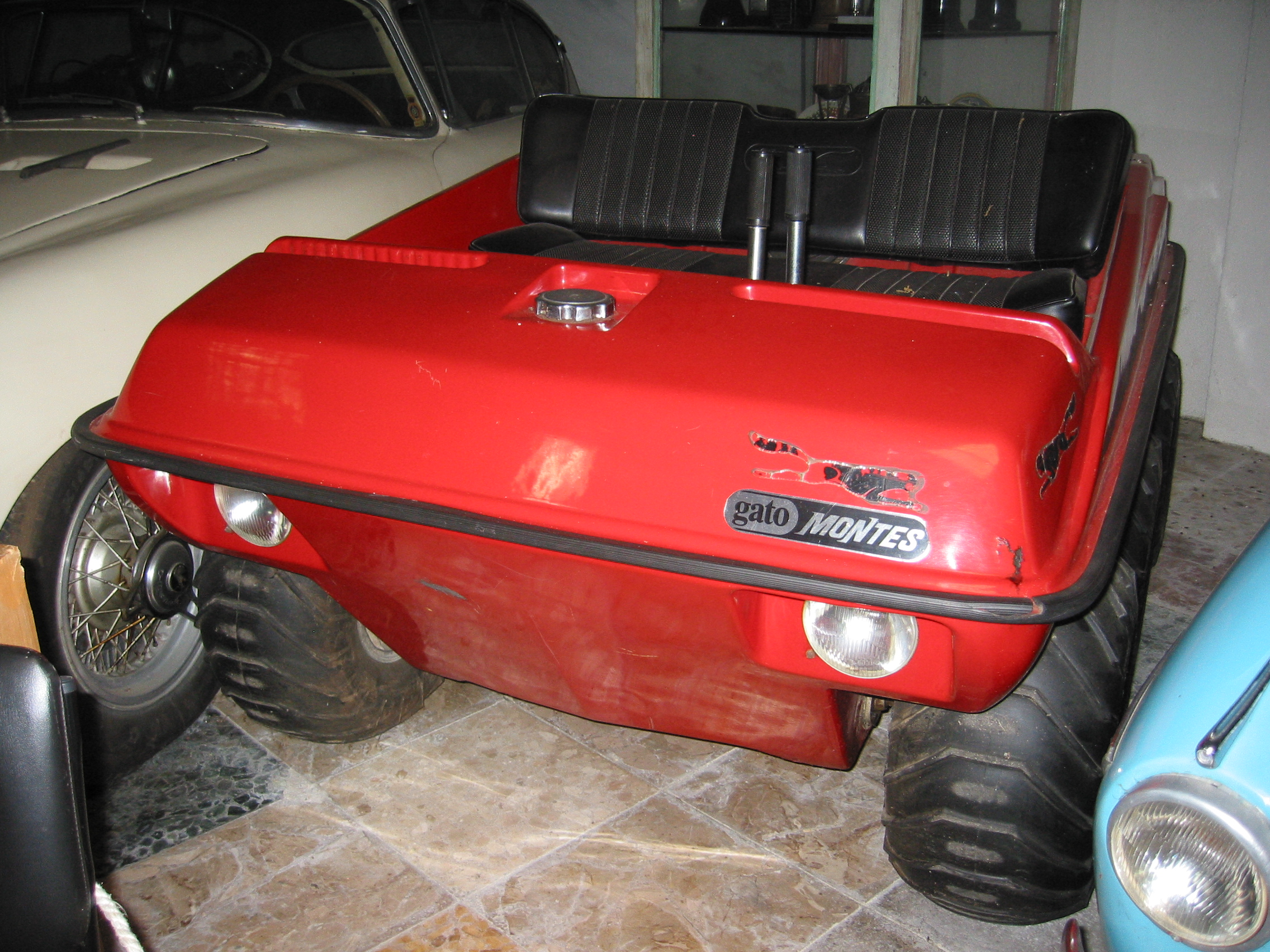
Artés Gato Montés de 1971

Jesús Artés de Arcos (Barcelona, 1933), fill de José, estudià enginyeria industrial a la Universitat de Barcelona i va treballar una temporada a Alemanya abans de tornar a casa per a centrar-se en el desenvolupament de les empreses familiars. Fou un inquiet inventor que registrà més de 100 patents en camps tan diversos com l'automoció, els mecanismes elèctrics, l'armament i els sistemes de construcció.
A mitjan dècada de 1960 desenvolupà diferents tipus de vehicle, centrant-se inicialment en models tot terreny d'alta mobilitat. En creà un primer prototipus d'ATV 6x6 equipat amb rodes de tractor, amfibi, el qual promogué aprofitant un viatge que feu als EUA, on havia anat per tal d'ajudar a comercialitzar-hi les motocicletes Bultaco (era amic de l'amo de l'empresa, Paco Bultó). Havent contactat amb la coneguda firma BorgWarner, dedicada a la producció de sistemes de transmissió, va intentar aconseguir alguna comanda del seu 6x6 per a l'exèrcit nord-americà, aleshores en plena guerra del Vietnam.

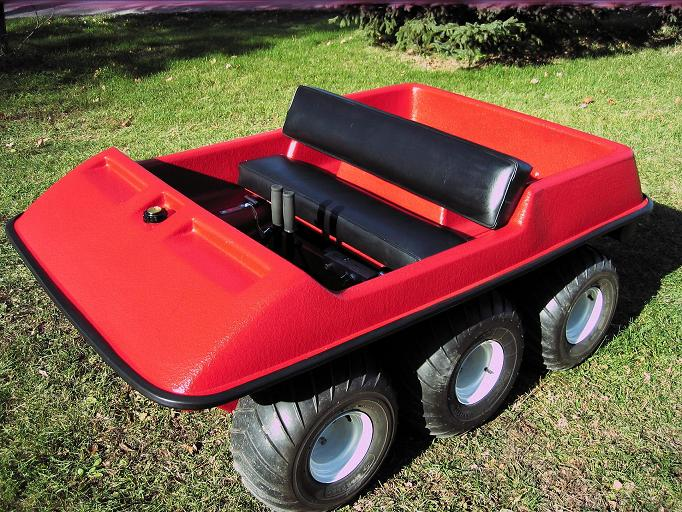
Amphicat (1968)

### Presentació
El vehicle ideat per Jesús Artés de Arcos rebé el nom de Gato Montés i es presentà al Saló de l'Automòbil de Barcelona el 1971. Oferia l'opció de triar entre un motor Bultaco de 250 cc o un de Citroën 2CV de 602 cc i disposava d'altres elements opcionals, com ara una cabina tancada en fibra de vidre o un remolc per a transportar-lo. El seu preu de sortida era de 110.000 pts i es calcula que se'n varen produir unes 200 unitats.

### Derivats i antecessors
Del Gato Montés (1971) hi va haver precedents així com se'n varen atorgar llicències de fabricació a l'estranger.
- Al Canadà BorgWarner fabricà un ATV-amfibi el 1968 amb el nom d'Amphicat.[9][10]
- Als EUA, l'Amphicat també va ser fabricat el 1969 per Mobility Unlimited Inc. a Auburn Hills, Michigan. Més tard, la cadena de producció va ser comprada per Magna American Corp., una divisió de la Magna Corporation, la qual va produir el vehicle a Raymond (Mississipi), durant diversos anys.[11][12]
- A França el fabricà sota llicència Massey Ferguson i el comercialitzà amb el nom de Wild Cat.[8]